# Colobothea schmidtii
Colobothea schmidtii es una especie de escarabajo longicornio del género Colobothea, categorizada en la tribu Colobotheini, de la subfamilia Lamiinae. Fue descrita por Bates en 1865.

## Descripción
Mide 13-15,9 mm de longitud.

## Distribución
Se distribuye por Argentina, Brasil y Paraguay.